# فرلویو، میسوری
فرلویو (به انگلیسی: Ferrelview) یک منطقهٔ مسکونی در ایالات متحده آمریکا است که در شهرستان پلت، میزوری واقع شده‌است.
 فرلویو ۰٫۳۰ کیلومتر مربع مساحت و ۴۵۱ نفر جمعیت دارد و ۲۹۱٫۰۹ متر بالاتر از سطح دریا واقع شده‌است.